# Pływanie na Letnich Igrzyskach Olimpijskich 1928 – 200 m stylem klasycznym kobiet
Wyścig na 200 metrów stylem klasycznym kobiet był jedną z konkurencji pływackich rozgrywanych podczas IX Letnich Igrzysk Olimpijskich w Amsterdamie. Wystartowało 21 zawodniczek z dwunastu reprezentacji.
Mietje Baron podczas Igrzysk w Paryżu w 1924 roku uzyskała najlepszy czas eliminacji, lecz została zdyskwalifikowana. Na amsterdamskie igrzyska miała przyjechać jako rekordzistka świata z szansą na zdobycie złotego medalu. Jednakże Niemka Charlotte Mühe zaledwie trzy tygodnie przed zawodami popłynęła szybciej ustanawiając nowy rekord. Jej koleżanka z drużyny Hildegard Schrader również była w bardzo dobrej formie. Schrader w eliminacjach ustanowiła nowy rekord olimpijski, w półfinale wyrównała rekord świata. W wyścigu finałowym z łatwością sięgnęła po złoto wyprzedzając Baron i Mühe. Co więcej rezultat z finału był jej najgorszym z rezultatów na igrzyskach, gdyż jedno z ramiączek jej kostiumu pękło. "Byłabym szybsza, gdym nie była tak zawstydzona" - mówiła po zawodach. Ogółem standard zawodów w porównaniu z Paryżem znacznie się podniósł. Srebrna medalistka z poprzednich igrzysk, Amerykana Agnes Geraghty popłynęła aż o szesnaście sekund szybciej i nie zakwalifikowała się do finału.

## Rekordy
| Rekord świata     | Charlotte Mühe (GER) | 3:11,2 | Berlin (GER) | 15 lipca 1928 |
| Rekord olimpijski | Agnes Geraghty (USA) | 3:27,6 | Paryż (FRA)  | 16 lipca 1924 |

## Wyniki

### Eliminacje
Trzy najszybsze zawodniczki z każdego wyścigu awansowały do półfinału.
Wyścig 1
| Miejsce | Zawodniczka            | Czas   | Uwagi |
| ------- | ---------------------- | ------ | ----- |
| 1       | Hildegard Schrader     | 3:11,6 | Q     |
| 2       | Agnes Geraghty         | 3:18,8 | Q     |
| 3       | Brita Hazelius         | 3:21,6 | Q     |
| 4       | Cornelia van Gelder    | b. d.  |       |
| 5       | Margery Hinton         | b. d.  |       |
| 6       | Rozalia Kajzer-Piesiur | b. d.  |       |

Wyścig 2
| Miejsce | Zawodniczka      | Czas   | Uwagi |
| ------- | ---------------- | ------ | ----- |
| 1       | Charlotte Mühe   | 3:14,2 | Q     |
| 2       | Mietje Baron     | 3:20,2 | Q     |
| 3       | Margaret Hoffman | 3:21,6 | Q     |
| 4       | Hedy Bienenfeld  | b. d.  |       |
| 5       | Dora Gibbs       | b. d.  |       |
| 6       | Virginie Rausch  | b. d.  |       |

Wyścig 3
| Miejsce | Zawodniczka         | Czas   | Uwagi |
| ------- | ------------------- | ------ | ----- |
| 1       | Else Jacobsen       | 3:17,6 | Q     |
| 2       | Elfriede Zimmermann | 3:18,6 | Q     |
| 3       | Marianne Gustafsson | 3:27,0 | Q     |
| 4       | Dorothy Prior       | b. d.  |       |
| 5       | Mabel Hamblen       | b. d.  |       |

Wyścig 4
| Miejsce | Zawodniczka           | Czas   | Uwagi |
| ------- | --------------------- | ------ | ----- |
| 1       | Margaretha van Norden | 3:27,2 | Q     |
| 2       | Jane Fauntz           | 3:29,0 | Q     |
| 3       | Doris Thompson        | 3:33,6 | Q     |
| 4       | Alice Stoffel         | b. d.  |       |

### Półfinały
Trzy najszybsze zawodniczki z każdego półfinału awansowały do \finału.
Półfinał 1
| Miejsce | Zawodniczka         | Czas   | Uwagi |
| ------- | ------------------- | ------ | ----- |
| 1       | Mietje Baron        | 3:15,4 | Q     |
| 2       | Charlotte Mühe      | 3:16,8 | Q     |
| 2       | Else Jacobsen       | 3:16,8 | Q     |
| 4       | Agnes Geraghty      | b. d.  |       |
| 5       | Elfriede Zimmermann | b. d.  |       |
| 6       | Marianne Gustafsson | b. d.  |       |

Półfinał 2
| Miejsce | Zawodniczka           | Czas   | Uwagi |
| ------- | --------------------- | ------ | ----- |
| 1       | Hildegard Schrader    | 3:11,2 | Q     |
| 2       | Brita Hazelius        | 3:21,4 | Q     |
| 3       | Margaret Hoffman      | 3:22,4 | Q     |
| 4       | Margaretha van Norden | b. d.  |       |
| 5       | Doris Thompson        | b. d.  |       |
| 6       | Jane Fauntz           | b. d.  |       |

### Finał
| Miejsce | Zawodniczka        | Czas   |
| ------- | ------------------ | ------ |
| 1       | Hildegard Schrader | 3:12,6 |
| 2       | Mietje Baron       | 3:15,2 |
| 3       | Charlotte Mühe     | 3:17,6 |
| 4       | Else Jacobsen      | 3:19,0 |
| 5       | Margaret Hoffman   | 3:19,2 |
| 6       | Brita Hazelius     | 3:23,0 |